# Alyssa Miller
Alyssa Elaine Miller Avery (Los Ángeles, California; 4 de julio de 1989) es una modelo estadounidense de elite.

## Primeros años
Es hija de Craig Miller. Tiene varios hermanos. Su ascendencia es predominantemente alemana, austriaca, inglesa, irlandesa, escocesa y galesa. Creció en Palmdale, California.
Miller es conocida por su cabello castaño oscuro, cejas grandes y estructura ósea. Se considera que tiene una apariencia muy europea. El fundador de Guess, Paul Marciano dijo, «Alyssa es la chica americana más europea que he visto!» Llamó la atención de muchos por su parecido con Sophia Loren y Brooke Shields y fue vista como un regreso al pasado.

## Carrera
En 2003, su padre mandó fotos de ella a la agencia IMG Models. En 2005 ya se había convertido en modelo con la agencia Marilyn NY. Realizó una campaña en otoño de 2005 para Stella McCartney con sólo16 años. Hacia febrero de 2006, ya había figurado en Vogue, incluyendo una portada para Vogue Italia. Seguido de apariciones en Vogue Alemania octubre de 2006 y Elle Italia julio de 2010 (repitió en la portada de ésta en octubre de 2012), Se volvió el rostro de Guess a finales de  2010. Miller ha modelado para Victoria's Secret. Ha trabajado también para Bebe, Billabong, Chopard, Diesel, Elie Tahari, Intimissimi, Juicy Couture, La Perla y Laura Biagiotti.
Firmó con Elite Model Management en 2011. Hizo su debut en Sports Illustrated Swimsuit Issue en 2011 siendo una de las cinco novatas (junto con Shannan Click, Kenza Fourati, Izabel Goulart y su compañera modelo Guess Kate Upton) en la edición de ese año. Según una historia en The Wall Street Journal, ella había pensado anteriormente que si alguna vez aparecía en Sports Illustrated sería por el fútbol, ya que dada su experiencia atlética, se había imaginado a sí misma como una jugadora de fútbol profesional. También apareció en la función de pintura corporal en Swimsuit Issue 2011, donde Joanne Gair la pintó y Stewart Shining la fotografió en la ciudad de Nueva York. En 2013 fue su tercera edición de trajes de baño. Tanto en 2011 como en 2013, Miller participó en la edición anual de trajes de baño de Sports Illustrated del Top 10 de David Letterman en el «Late Show with David Letterman» la noche en la que se anunció la modelo de portada de Swimsuit Issue.
En 2012 se convirtió en la musa de la fragancia Blumarine Bellissima. Hizo de sirena en el videoclip de 2013 de la canción «Mermaid» de la banda Train. Miller fue víctima de bullying, y se convirtió en embajadora anti-bullying en mayo de 2013, junto a Jameel McClain, para STOMP Out Bullying. En 2013, Miller firmó con IMG después de una aparición pública con Jake Gyllenhaal. Figuró en la edición 80 Aniversario de Esquire como una de las 80 cosas que define nuestra época. En diciembre de 2013, apareció en Calendar Girl 2014 de la revista Galore.
En julio de 2014 Miller, junto a Robyn Berkley, lanzaron una colección de ropa para meditación, Live the Process, con un porcentaje de ventas dirigidas a la David Lynch Foundation. Miller hizo un cameo en la película de 2015, Entourage. En agosto de 2017, Miller diseñó una colaboración con Understated Leather. En abril de 2018, lanzó su propia colección de bolsos, maletas y accesorios de cuero llamados Pilgrim.